# Guido De Rosso
Guido De Rosso (né le 28 septembre 1940 à Farra di Soligo, dans la province de Trévise en Vénétie) est un coureur cycliste italien.

## Biographie
Amateur, il remporte le Tour de l'Avenir et se classe quatrième du championnat du monde en 1961. 
Professionnel de 1962 à 1969, il a notamment remporté le Tour de Romandie durant sa première année et a été champion d'Italie en 1964.

## Palmarès

### Palmarès amateur
- 1959
  - 2e de Bassano-Monte Grappa
- 1960
  - Gran Coppa Vallestrona
  - Giro del Piave
  - Trofeo Banca Popolare di Vicenza
- 1961
  - Trofeo Napoleone Faina
  - Tour de l'Avenir :
    - Classement général
    - 5e et 9e étapes

  - 4e du championnat du monde sur route amateurs

### Palmarès professionnel
- 1962
  - Classement général du Tour de Romandie
  - 3e du Grand Prix de l'industrie et du commerce de Prato
  - 3e du Tour de Vénétie
- 1963
  - 2e étape du Tour de Romandie
  - Tour du Trentin
  - Tour du Tessin
  - 2e du Tour de Romandie
  - 2e du Tour de Vénétie
  - 3e des Trois vallées varésines
  - 4e du Tour d'Italie
  - 7e du Tour de Lombardie
- 1964
  -  Champion d'Italie sur route
  - Milan-Vignola
  - Trophée Matteotti
  - Coppa Placci
  - 2e du Tour de Vénétie
  - 3e du Tour de Sardaigne
  - 3e du Tour d'Italie
  - 8e du Tour de Romandie
- 1965
  - Trophée Matteotti
  - Milan-Vignola
  - 2e du Tour des Apennins
  - 7e du Tour de France
  - 10e du Tour d'Italie
- 1966
  - Tour de Campanie
  - 3e du GP Union Dortmund
  - 8e de Paris-Luxembourg
- 1967
  - Tour du Piémont
  - 2e du Tour d'Émilie
  - 3e du Grand Prix Campagnolo
  - 3e du Tour des Apennins
  - 7e du Tour de Lombardie

## Résultats sur les grands tours

### Tour de France
2 participations
- 1965 : 7e
- 1966 : abandon (17e étape)

### Tour d'Italie
6 participations
- 1962 : 16e
- 1963 : 4e
- 1964 : 3e
- 1965 : 10e
- 1966 : abandon
- 1969 : abandon (17e étape)

### Tour d'Espagne
1 participation
- 1967 : abandon (14e étape)